# تپه ینگی کند
تپه ینگی کند مربوط به سده‌های متاخر دوران‌های تاریخی پس از اسلام است و در شهرستان خدابنده، بخش مرکزی، روستای محمودآباد واقع شده و این اثر در تاریخ ۱۰ خرداد ۱۳۸۲ با شمارهٔ ثبت ۸۹۲۵ به‌عنوان یکی از آثار ملی ایران به ثبت رسیده است.